# Hrabovec nad Laborcom
Hrabovec nad Laborcom – wieś (obec) na Słowacji położona w kraju preszowskim, w powiecie Humenné. Pierwsze wzmianki o miejscowości pochodzą z roku 1463.
Według danych z dnia 31 grudnia 2010, wieś zamieszkiwało 577 osób, w tym 291 kobiet i 286 mężczyzn.
W 2001 roku rozkład populacji względem narodowości i przynależności etnicznej wyglądał następująco:
- Słowacy – 98,69%
- Rusini – 0,66%
- Ślązacy – 0,66%